# 給付
給付（きゅうふ、英・仏：prestation、独：Leistung）とは、大陸法系の私法における概念で、債権の目的を、すなわち、債権に基づいて債権者が請求することのできる債務者の行為をいう。給付が現実に行われることを、当該行為により債権が実現することに着目する場合には「履行」といい、また、当該行為により債権が消滅することに着目する場合には弁済という。双務契約にある場合、当該双務契約に基づいて債権者の負う別の債務の目的を反対給付という。
なお、「債権の目的」ではなく「債権の目的物」という場合には、給付ではなく、債権に基づいて移転を受けるべき物または権利を指す。

## 種類
- 与える債務・なす債務
- 作為給付・不作為給付
- 可分給付・不可分給付
- 特定給付・不特定給付